# Mfumbiro-Frage

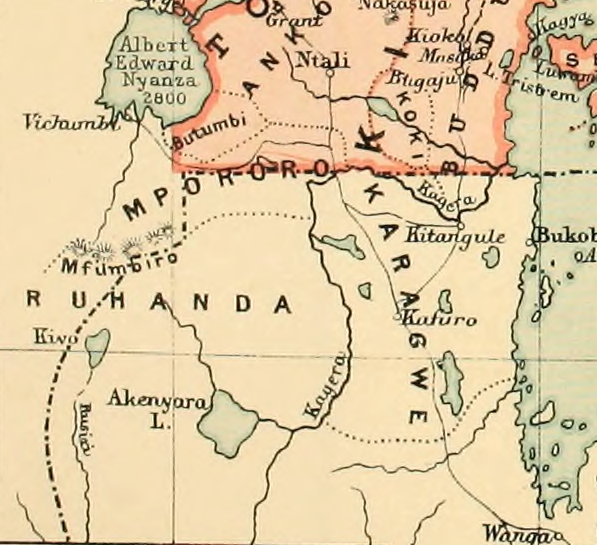
Karte des strittigen Gebietes von 1898. Die Grenzziehung ist nicht eindeutig und auch die Größe des Kiwusees ist falsch dargestellt.

Die Mfumbiro-Frage war eine Kuriosität in der deutsch-britisch-belgischen Kolonialgeschichte und drehte sich um eine Bergkette, die als Referenzpunkt für die koloniale Grenzziehung zwischen den ostafrikanischen Interessensgebieten der drei Nationen dienen sollte.

## Ausgangslage
Am 29. November 1861 hatten der englische Reisende John Hanning Speke, der Entdecker des Victoriasees, und am 14. März 1876 Stanley von Karagwe aus fern im Westen über den vorgelagerten niedrigeren Bergketten die schroffen Spitzen eines hohen Bergmassives erblickt. Einheimische gaben offenbar den Namen Mfumbiro für die Bergkette an. Unter diesem Namen führten die damaligen Karten Zentralafrikas in der Folge dieses Gebirge, das sie mehr oder weniger östlich vom 30. Grad östlicher Länge verlegten. Die Lage wurde etwa im Dreieck der heutigen Staaten Kongo, Ruanda und Uganda verortet.
Im Juli 1890, zur Zeit der Verhandlungen zum Vertrag zwischen dem Deutschen Reich und dem Vereinigten Königreich über die Kolonien und Helgoland, der aber auch zahlreiche weitere Vereinbarungen zu Grenzziehungen zwischen den Interessensgebieten der Kolonialmächte in Ostafrika enthielt, einigten sich die Vertreter der Deutschen Reiches und Großbritanniens darauf, dass die Mfumbiro-Berge an Großbritannien fallen sollten und dass, falls diese südlich vom 10 Grad südlicher Breite liegen sollten, die deutsch-britische Grenze ihn in einem südlichen Bogen zu umgehen habe. Die Überlegung war, Großbritannien für den Kilimandscharo zu kompensieren, der zum deutschen Einflussgebiet zählte. Allerdings wurde die Vereinbarung ohne genaue Kenntnis der exakten Lage der Bergkette – quasi am grünen Tisch – getroffen.
Dieses Vorgehen folgte der gängigen Praxis der Grenzziehung in Afrika zu dieser Zeit. So erklärte zum Beispiel der britische Premierminister Lord Salisbury im gleichen Jahr, auf welch unzureichenden geographischen Kenntnissen die Entscheidungen der europäischen Kabinette beruhten:

„…Wir waren damit beschäftigt, auf Landkarten Linien dort einzuzeichnen, wo noch nie ein Weißer seinen Fuß gesetzt hatte; wir haben einander Berge, Flüsse und Seen abgetreten, die nur den Nachteil hatten, daß wir nie genau wußten, wo diese Berge, Flüsse und Seen eigentlich waren.“

## Auffindung der Berge
Als erster Europäer gelangte dann Gustav Adolf von Götzen erst 1894 in die Gegend des Mfumbiro und erkannte diesen als einen Berg, der zu einer Kette acht zum Teil tätiger Vulkane gehörte. Weiterhin stellte sich heraus, dass sich dieses Gebirge nicht nur südlich des 10. Grads südlicher Breite, sondern auch westlich des 30. Grads östlicher Länge, also im Gebiet des Kongostaates fortsetzte.

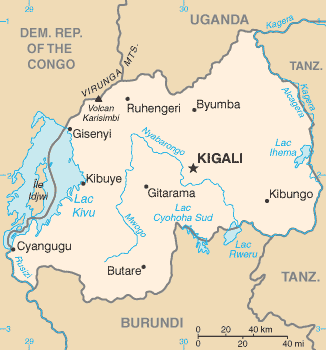
Karte Ruandas mit heutiger Grenzziehung.

Weitere Erforschungen dieses Gebietes, etwa durch Richard Kandt, Offiziere der deutschen Schutztruppe aber auch durch unparteiische britische Privatreisende ergaben, dass die Gebirgskette von den Eingeborenen als Virunga (daher die heutige Bezeichnung Virunga-Vulkane) bezeichnet wurde, und dass Mfumbiro nur der Name einer kleinen Landschaft am Nordfuß des östlichsten Berggipfels, des Muhabura war.
Trotz dieser veränderten geographischen Sachlage machte Großbritannien seine Ansprüche nicht nur gegenüber dem Deutschen Reich, sondern nun auch dem Kongostaat gegenüber geltend. Für Deutsch-Ostafrika war das Gebiet von Wichtigkeit, weil mindestens die Südabhänge der mittleren und östlichen Berggruppen der Virungakette zum Königreich Ruanda gehörten und es im Interesse der deutschen Kolonialmacht lag, eine politische Aufteilung der Gebiete dieses größten autonomen indigenen Reiches innerhalb der Kolonie, etwa um Unruhen unter der Bevölkerung vorzubeugen, mit allen Mitteln zu vermeiden.

## Lösung
Nach einigen provisorischen Eingungen (etwa dem Bethe-Hecq-Abkommen von 1899) dauerte der Kiwu-Grenzstreit noch bis 1909/10 an. Letztlich legten  Deutsche und Briten im sog. Kivu-Vertrag von 1910, weitgehend zu Lasten der Belgier, die Kette der Virunga-Vulkane als Grenze ihrer Territorien fest, womit die Mfumbiro-Frage gelöst war.